# Neel Sethi
Neel Sethi (Nueva York, 22 de diciembre de 2003) es un actor estadounidense, conocido porhaber participado en la película de 2016 El libro de la selva.

## Carrera
Sethi fue seleccionado para el papel de Mowgli entre los miles que audicionaron en todo el mundo, un papel estelar en la versión de 2016 del clásico cuento El libro de la selva. También actuó en el corto llamado Diwali (2013).

## Origen
Neel es originario de la ciudad de Nueva York. De padres Indios. Su madre Cheena Sethi y su padre Sam Sethi

## Filmografía
| Año  | Trabajo                | Papel  | Director    | Notas            |
| TBA  | El libro de la selva 2 | Mowgli | Jon Favreau |                  |
| 2016 | El libro de la selva   | Mowgli | Jon Favreau |                  |
| 2013 | Diwali                 | Jay    | Raj Trivedi | Debut en el cine |